# Oro-Oro Ombo (Ngetos)
Oro-Oro Ombo is een bestuurslaag in het regentschap Nganjuk van de provincie Oost-Java, Indonesië. Oro-Oro Ombo telt 1333 inwoners (volkstelling 2010).